# 애덤 버치
애덤 버치(Adam Birch, 1979년 7월 18일 ~ )는 그 당시 링네임이 조이 머큐리(Joey Mercury), 조이 매슈스(Joey Matthews)라고 부르고 미국의 남자 프로레슬링선수다. 피니쉬는 버니지어 넥 타이(행맨즈 넥브레이커), 프랑켄슈타이너, 더블 언더훅 DDT로 세가지 사용을 한다. 1996년 프로레슬링 입문했다. 현재는 WWE에서 트레이너로 활동한다.

## 신체 사항
- 키 175cm

- 몸무게 87kg

## 수상
- WWE 태그팀 챔피언 (구 버전) 3회